# Торинье-Фуйар
Торинье-Фуйар (фр. Thorigné-Fouillard) — коммуна на северо-западе Франции, находится в регионе Бретань, департамент Иль и Вилен, округ Ренн, кантон Лифре. Пригород Ренна, расположен в 6 км к северо-востоку от него, в 2 км от кольцевой автомагистрали N136 вокруг города. Через территорию коммуны проходит автомагистраль А24.
Население (2018) — 8 519 человек. 

## История
Первоначально Торинье-сюр-Вилен и Фуйар были двумя отдельными деревнями. Торинье упоминается в источниках с XIV века, ее можно найти в Картах Кассини. В XIX-XX веках предпринималось несколько попыток объединить деревни в одну коммуну, все закончившиеся неудачно. 
В марте 1980 года муниципалитет Торинье-сюр-Вилен в очередной раз поднял тему объединения, на этот раз завершившуюся успешно. 4 декабря 1981 года был подписан указ о присоединении Фуйара, являвшего в то время частью коммуны Лифре, к коммуне Торинье-сюр-Вилен. В 1982 году новая коммуна получила название Торинье-Фуйар.

## Достопримечательности
- Церковь Святого Мелена 1900 года

## Экономика
Структура занятости населения:
- сельское хозяйство — 1,0 %
- промышленность — 4,6 %
- строительство — 6,3 %
- торговля, транспорт и сфера услуг — 41,7 %
- государственные и муниципальные службы — 46,4 %

Уровень безработицы (2018) — 8,0 % (Франция в целом —  13,4 %, департамент Иль и Вилен — 10,4 %). 

Среднегодовой доход на 1 человека, евро (2018) — 26 420 (Франция в целом — 21 730, департамент Иль и Вилен — 22 230).

## Демография
Динамика численности населения, чел.

## Администрация
Пост мэра Торинье-Фуйара с 2020 года занимает Гаэль Лефевр (Gaël Lefeuvre). На муниципальных выборах 2020 года возглавляемый им список «зелёных» победил в 1-м туре, получив 50,18 % голосов.
| Период | Период | Фамилия            | Партия                  | Примечания                              |
| ------ | ------ | ------------------ | ----------------------- | --------------------------------------- |
| 1977   | 1982   | Андре Менё         | Разные левые            | механик, ажюстер                        |
| 1982   | 1989   | Клод Роле          | Разные правые           | преподаватель                           |
| 1989   | 2001   | Морис Лельевр      | Социалистическая партия | преподаватель                           |
| 2001   | 2017   | Жан-Жак Бернар     | Социалистическая партия | инспектор Государственного казначейства |
| 2017   | 2020   | Паскаль Жюбо-Шоссе | Социалистическая партия | учитель                                 |
| 2020   |        | Гаэль Лефёвр       | Европа Экология Зелёные | инженер-химик                           |

## Города-побратимы
- Дьоруйбарат, Венгрия
- Ласк, Ирландия
- Сиби-Сиби, Мали
- Сибиу, Румыния